# 春風こうた・ふくた
春風 こうた・ふくた（はるかぜ こうた・ふくた）は、漫才協会所属の漫才師。
ネタの最中にツッコミの一環でふくたがこうたの左肩の背広を噛む「かみつき漫才」が特徴。あまりにも激しく噛む為に背広の肩がヨレヨレになる。2020年11月よりこうたの病気の為、ふくたがピンで漫談をしていたが、2021年こうたの死去により解散。

## メンバー
春風こうた
（本名、小林 章郎、1942年8月13日 - 2021年4月13日）長野県中野市江部出身。
元漫才協会理事。
法政第二工業高校卒業。酒好き。台東区下谷でスナック「演歌堂本舗」を経営していた。
2021年4月13日、肝硬変のため東京都内の自宅で死去。78歳没。
春風ふくた
埼玉県川口市出身。
元漫才協団理事 運営委員
東京都立武蔵丘高等学校卒業。
2020年11月以降、ふくたのみ漫談で活動している。

## 経歴
- 1974年 - 第22回NHK新人漫才コンクール優秀賞
- 1976年 - NTV「第2回 やじうま寄席」新人賞
- 1991年 - 真打昇進

## 出演
- ぼくらチャレンジャー
- ザ・テレビ演芸
- 笑いがいちばん
- 真打ち競演
- 超星神グランセイザー（2003年11月1日、テレビ東京）春風こうた - 鳴海巡査、春風ふくた  - 黒岩刑事
- 年忘れ漫才競演